# Marta Martjanowa
Marta Walerjewna Martjanowa (ros. Марта Валерьевна Мартьянова, ur. 1 grudnia 1998 w Kazaniu) – rosyjska florecistka, złota medalistka olimpijska.
W 2014 roku zdobyła srebrny medal w zawodach mieszanych na igrzyskach olimpijskich młodzieży w Nankinie. W zawodach indywidualnych zajęła tam czwartą pozycję.
Na igrzyskach olimpijskich w Tokio Rosjanki w składzie: Łarisa Korobiejnikowa, Inna Dierigłazowa, Adielina Zagidullina i Marta Martjanowa zwyciężyły w rywalizacji drużynowej. W zawodach indywidualnych nie wystartowała.
Dwukrotnie zdobywała srebrne medale mistrzostw Europy w rywalizacji drużynowej: na mistrzostwach Europy w Tbilisi (2017) i mistrzostwach Europy w Nowym Sadzie (2018).